# Winton (Queensland)
Winton es una ciudad en el Condado de Winton en Queensland, Australia. Se sitúa a 177 kilómetros al noroeste de Longreach. Las industrias principales del área son oveja y ganado. La ciudad se fundó en 1876.